# Hamminkeln
Hamminkeln − miasto w Niemczech, w kraju związkowym Nadrenia Północna-Westfalia, w rejencji Düsseldorf, w powiecie Wesel. W 2010 miasto liczyło 27 711 mieszkańców.

## Współpraca
Miejscowości partnerskie:
- Chmielno, Polska
- Neuhardenberg, Brandenburgia
- Sedgefield, Wielka Brytania